# Hôtel de la Caisse d'épargne de Vendôme
L’hôtel de la Caisse d’épargne est un bâtiment du début du XXe siècle situé à Vendôme, en France. Il a autrefois accueilli un établissement bancaire, pour lequel il a été construit.

## Situation et accès
L’édifice est situé aux nos 3-4 du mail du Maréchal-Leclerc, au nord du centre-ville de Vendôme, et plus largement au nord-ouest du département de Loir-et-Cher.

## Histoire

### Contexte
Un premier bureau de caisse d’épargne ouvre le 2 juillet 1835 dans une salle de l’hôtel de ville que le maire Ulysse Renon met à disposition. Le développement et l’accroissement de l’activité de la banque contraint la création de locaux plus spacieux et prestigieux.

### Inauguration
La cérémonie d’inauguration a lieu le 1er juin 1910.